# Picot garser d'Arizona
El picot garser d'Arizona (Leuconotopicus arizonae) és una espècie d'ocell de la família dels pícids (Picidae) que habita el bosc obert, principalment de roures o pins, des del sud-est d'Arizona i sud-oest de Nou Mèxic, cap al sud, per Sierra Madre Occidental fins Jalisco i Michoacán.